# Xylonaeus forficula
Xylonaeus forficula är en skalbaggsart som beskrevs av Heinrich Bickhardt 1916. Xylonaeus forficula ingår i släktet Xylonaeus och familjen stumpbaggar. Inga underarter finns listade i Catalogue of Life.